# Wizards & Warriors
Wizards & Warriors ist der Titel einer Serie von Jump-’n’-Run-Spielen für Nintendo-Konsolen. Sie spielen in einer Fantasy-Umgebung. Drei Teile erschienen für das Nintendo Entertainment System, ein Teil für den Game Boy. Die Spiele wurden von der Firma Rare entwickelt und von Acclaim Entertainment vertrieben.
In den Spielen muss der Ritter Kuros in mittelalterlichen Burgen diverse Aufgaben lösen. Der zweite Teil hatte den Zusatztitel Iron Sword, das Game-Boy-Spinoff Fortress of Fear und der dritte Teil Kuros: Visions of Power.

## Geschichte
Der erste Teil wurde 1987 von Acclaim für das NES in den USA veröffentlicht. 1988 wurde von der Firma Jaleco Ltd eine japanische Version davon unter dem Titel 伝説の騎士エルロンド (Densetsu no Kishi Elrond) veröffentlicht; 1990 kam eine europäische Version auf den Markt.
1989 erschien der zweite Teil namens Ironsword: Wizards & Warriors II für NES, 1990 Wizards & Warriors Chapter X: The Fortress of Fear für Game Boy und 1992 Wizards & Warriors III: Kuros - Visions of Power für NES.